# Ascalaph Designer

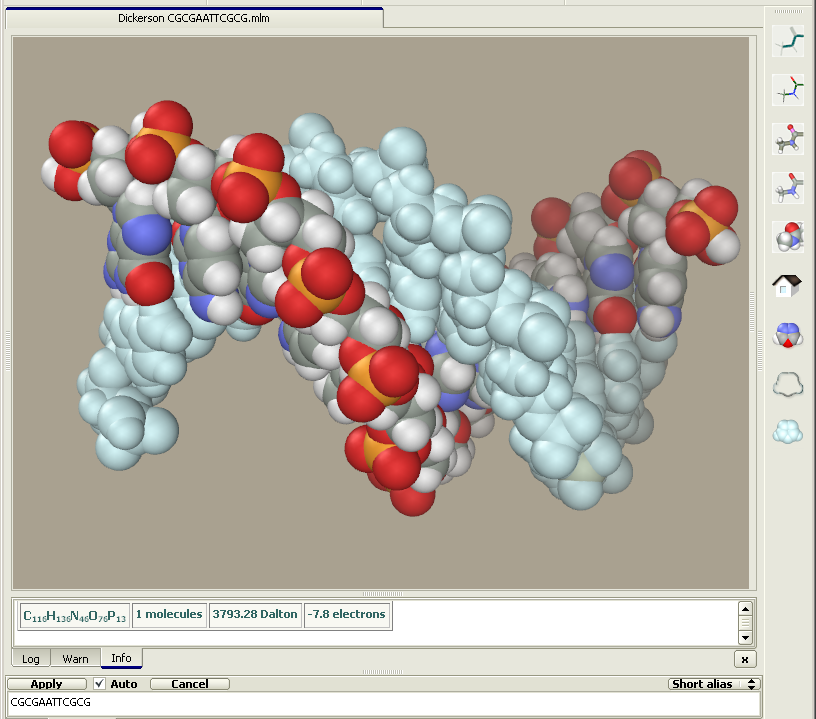
Модель ДНК на Ascalaph Designer

Ascalaph Designer — програма молекулярного моделювання загального призначення. Вона дає графічний інтерфейс для консольних програм квантової і класичної механіки Firefly, CP2K s MDynaMix
, має можливості для конструювання молекулярних моделей, інформаційної оптимізації та молекулярної динаміки. Firefly/PC GAMESS пропонує низку квантовохімічних методів.

## Основні можливості
- Побудова молекулярної моделі (полімери, наноструктури, білки, нуклеїнові кислоти)
- Силові поля AMBER/OPLS
- Оптимізація конформації
- Молекулярна динаміка
- Квантова хімія
- Гнучка SPC модель води[6]

## Область застосування
- Нуклеїнові кислоти [7]
- Білки
- Моделювання ліпідних мембран[8]
- Поліелектроліти[9]
- Іонні рідини[10][11]
- Термодинамічні властивості рідин[12]
- Розробка молекулярно-механічних силових полів[13]